# Lista Swadesh
Una Lista de Swadesh es una lista de vocabulario básico altamente resistente a préstamos, formada por palabras comunes existentes en cualquier lengua humana. La lista original propuesta por Morris Swadesh incluía unos 200 términos —más tarde se usó una lista reducida de las palabras más resistentes al cambio, integrada por exactamente 100 términos—. Dicho listado fue compilado por Swadesh en las décadas de 1940 y de 1950 con el objetivo de usarlo en la comparación lexicoestadística de lenguas.
Se usa en lingüística histórica como medio para establecer el parentesco de lenguas poco o mal documentadas, y también en glotocronología para estimar una medida cuantitativa del tiempo de divergencia de dos o más lenguas emparentadas —lo que permite establecer igualmente el tiempo de evolución de una familia a partir de su antecesor común o protolengua común—.

## Introducción
La lista de Swadesh permite tanto establecer el parentesco de lenguas, como establecer el grado de divergencia entre dos lenguas de una familia lingüística. La lista se basa en una lista de léxico o vocabulario básico de dos lenguas entre las que se supone parentesco, de manera que pueda hallarse su grado de divergencia a lo largo del tiempo. De esta manera, esta lista es un instrumento fundamental en lingüística histórica comparativa, glotocronología y lexicoestadística. 

### Noción de vocabulario básico
La principal aplicación que ha tenido la lista de Swadesh es el de homogeneizar la base de vocabulario sobre la que realizar inferencias fiables. Ocurre que la mayor parte del vocabulario de una lengua depende de factores culturales y cambia, no por evolución histórica, sino por motivos relacionados con cambios sociales que son extralingüísticos. Principalmente los cambios no controlados se deben a razones culturales, motivos de difusión tecnológica (la palabra televisión se encuentra en casi todas las lenguas actuales), políticos, económicos, etc. En suma, existen demasiados factores culturales de consecuencias no predecibles que afectan al vocabulario de una lengua. Por esa razón, es poco fiable hacer comparaciones de lenguas sobre la base de palabras que designan conceptos dependientes del contacto entre civilizaciones como 'patata' (de origen americano), que actualmente se encuentra en todas las lenguas romances. La existencia de esta palabra en estas lenguas y la forma comparada de la misma podría llevarnos a la conclusión errónea de que es una voz proveniente del latín **potatus, algo imposible siendo que la patata fue descubierta por los europeos en el siglo XVI. Fueron otras razones culturales las que llevaron la palabra patata al vocabulario de las lenguas romances, pero no la evolución de una palabra latina que nunca existió.
Consciente de este problema, Morris Swadesh supuso que, sin embargo, existía lo que él llamaba "vocabulario básico", esto es un vocabulario más estable y menos sujeto a cambios culturales, sino a una evolución mucho más lenta y menos influida por factores extralingüísticos. Este vocabulario básico tenía que carecer de conceptos culturales, y por tanto universales a todas las culturas humanas, es decir, tenía que ser común y susceptible de encontrarse en cualquier lengua y en cualquier época de desarrollo de la misma. Por ejemplo, la palabra nieve no sirve para comparar lenguas tropicales del África Central, ni 'televisión' para comparar en griego clásico con el moderno griego.
Este vocabulario básico constaba de palabras como 'agua', 'mano' o 'mujer', conocidas en cualquier cultura y tan fundamentales y simples que difícilmente fueran a ser sustituidas mediante préstamos de otras lenguas. La lista Swadesh intenta ser el plasmado de este vocabulario estable y provee a los lingüistas de un patrón fiable para la comparación entre lenguas.

### Uso en glotocronología
La glotocronología supone que existe una tasa aproximadamente constante de cambio en la evolución lingüística. Esa tasa se ha calculado en un 86 % de palabras de vocabulario básico mantenidas cada mil años. La constancia estadística ha sido altamente criticada pues está basada en resultados obtenidos para un número muy limitado de lenguas. Algunos lingüistas han señalado que no es razonable pensar que incluso una misma lengua evolucione a una tasa constante en dos momentos históricos distintos, aunque la afirmación de Swadesh es que en períodos largos los períodos de cambio acelerado y cambio ralentizado se compensan aproximadamente.
Otra crítica es que podría ser que no todas las lenguas necesariamente compartirían una tasa de cambio idéntica, pudiendo existir diferentes tasas de cambio en diferentes regiones del planeta, es decir, se ha criticado que la tasa obtenida para las lenguas indoeuropeas no tiene por qué aplicarse a todas las lenguas del planeta. En general, se considera que, mientras que la lista Swadesh ha estabilizado la base léxica de la comparación glotocronológica, no ha ocurrido lo mismo con la tasa de cambio de las lenguas, que sigue sujeta a multitud de factores culturales e históricos, todos ellos incontrolables.
Aún con las críticas anteriores, las hipótesis estadísticas de estabilidad y universalidad de la tasa de cambio en períodos largos de tiempo, conducen a la siguiente estimación glotocronológica por parte del tiempo de divergencia:

{\displaystyle t={\frac {1}{2}}{\frac {\log(c)}{\log(r)}}}

siendo
t = tiempo de separación entre lenguas
c = coeficiente de similitud léxica (usando las listas Swadesh)
r = constante glotocronológica (establecida en un 86 %)

## Léxico de la Lista Swadesh
Existen dos versiones de la lista de Swadesh: una con 207 términos y otra con exactamente 100 términos. A continuación se reproducen ambas listas y algunas listas alternativas más cortas.

### Lista de 100 palabras
(originalmente en inglés)
| Inglés | Español    |
| ------ | ---------- |
| I, me  | (yo, me)   |
| you    | (tú)       |
| we     | (nosotros) |
| this   | (esto)     |
| that   | (eso)      |
| who    | (quién)    |
| what   | (qué)      |
| not    | (no)       |
| all    | (todo/s)   |
| many   | (muchos)   |
| one    | (uno)      |
| two    | (dos)      |
| big    | (grande)   |
| long   | (largo)    |
| small  | (pequeño)  |
| woman  | (mujer)    |
| man    | (hombre)   |
| person | (persona)  |
| fish   | (pez)      |
| bird   | (pájaro)   |
| dog    | (perro)    |
| louse  | (piojo)    |
| tree   | (árbol)    |
| seed   | (semilla)  |
| leaf   | (hoja)     |

| Inglés  | Español   |
| ------- | --------- |
| root    | (raíz)    |
| bark    | (corteza) |
| skin    | (piel)    |
| flesh   | (carne)   |
| blood   | (sangre)  |
| bone    | (hueso)   |
| grease  | (grasa)   |
| egg     | (huevo)   |
| horn    | (cuerno)  |
| tail    | (rabo)    |
| feather | (pluma)   |
| hair    | (pelo)    |
| head    | (cabeza)  |
| ear     | (oreja)   |
| eye     | (ojo)     |
| nose    | (nariz)   |
| mouth   | (boca)    |
| tongue  | (lengua)  |
| tooth   | (diente)  |
| claw    | (garra)   |
| foot    | (pie)     |
| knee    | (rodilla) |
| hand    | (mano)    |
| belly   | (panza)   |
| neck    | (cuello)  |

| Inglés   | Español        |
| -------- | -------------- |
| breasts  | (senos)        |
| heart    | (corazón)      |
| liver    | (hígado)       |
| to eat   | (comer)        |
| to drink | (beber)        |
| to bite  | (morder)       |
| to see   | (ver)          |
| to hear  | (oír)          |
| to know  | (saber)        |
| to sleep | (dormir)       |
| to die   | (morir)        |
| to kill  | (matar)        |
| to swim  | (nadar)        |
| to fly   | (volar)        |
| to walk  | (caminar)      |
| to lie   | (recostarse)   |
| to come  | (venir)        |
| to sit   | (sentarse)     |
| to stand | (estar en pie) |
| to say   | (decir)        |
| sun      | (sol)          |
| moon     | (luna)         |
| star     | (estrella)     |
| water    | (agua)         |
| rain     | (lluvia)       |

| Inglés   | Español     |
| -------- | ----------- |
| stone    | (piedra)    |
| sand     | (arena)     |
| earth    | (tierra)    |
| cloud    | (nube)      |
| smoke    | (humo)      |
| fire     | (fuego)     |
| ash      | (ceniza)    |
| burn     | (quemadura) |
| path     | (camino)    |
| mountain | (montaña)   |
| red      | (rojo)      |
| green    | (verde)     |
| yellow   | (amarillo)  |
| white    | (blanco)    |
| black    | (negro)     |
| night    | (noche)     |
| hot      | (caliente)  |
| cold     | (frío)      |
| full     | (lleno)     |
| new      | (nuevo)     |
| good     | (bueno)     |
| round    | (redondo)   |
| dry      | (seco)      |
| name     | (nombre)    |
| to give  | (dar)       |

### Lista de Swadesh–Yakhontov
La lista de Swadesh–Yakhontov es un conjunto de 35 términos particularmente estables entresacados de la lista original por el lingüista ruso Serguéi Yájontov. Lingüistas como Serguéi Stárostin han usado esta lista más corta en lexicoestadística para trabajos comparatistas de largo alcance. A continuación se presenta el subconjunto de la lista de Swadesh-Yakhontov manteniendo los números de la lista de Swadesh original:
| 1. I 2. you (singular) 7. this 11. who 12. what 22. one 23. two | 45. fish 47. dog 48. louse 64. blood 65. bone 67. egg 68. horn | 69. tail 73. ear 74. eye 75. nose 77. tooth 78. tongue 83. hand | 103. know 109. die 128. give 147. sun 148. moon 150. water 155. salt | 156. stone 163. wind 167. fire 179. year 182. full 183. new 207. name |

Holman et al. (2008) descubrieron que la lista de Swadesh-Yakhontov era menos precisa para identificar las relaciones conocidas entre las variantes de chino. Estos autores vieron que un conjunto de 40 palabras de la lista de Swadesh sí podían dar resultados tan buenos como la lista original, por lo que esa lista de 40 palabras sí logra lo que la lista de Swadesh-Yakhontov no parece lograr.

## Estabilidad de la lista de Swadesh
Holman et al. (2008) investigó la estabilidad relativa de las palabras en la lista de Swadesh de 100 términos comparando los porcentajes de retención de los términos en familias de lenguas bien establecidas. Gracias a eso, pudieron reordenar la lista de Swadesh desde los términos más estables a los menos estables:
1. 22 *louse (42.8)
2. 12 *two (39.8)
3. 75 *water (37.4)
4. 39 *ear (37.2)
5. 61 *die (36.3)
6. 1 *I (35.9)
7. 53 *liver (35.7)
8. 40 *eye (35.4)
9. 48 *hand (34.9)
10. 58 *hear (33.8)
11. 23 *tree (33.6)
12. 19 *fish (33.4)
13. 100 *name (32.4)
14. 77 *stone (32.1)
15. 43 *tooth (30.7)
16. 51 *breasts (30.7)
17. 2 *you (30.6)
18. 85 *path (30.2)
19. 31 *bone (30.1)
20. 44 *tongue (30.1)
21. 28 *skin (29.6)
22. 92 *night (29.6)
23. 25 *leaf (29.4)
24. 76 rain (29.3)
25. 62 kill (29.2)
26. 30 *blood (29.0)
27. 34 *horn (28.8)
28. 18 *person (28.7)
29. 47 *knee (28.0)
30. 11 *one (27.4)
31. 41 *nose (27.3)
32. 95 *full (26.9)
33. 66 *come (26.8)
34. 74 *star (26.6)
35. 86 *mountain (26.2)
36. 82 *fire (25.7)
37. 3 *we (25.4)
38. 54 *drink (25.0)
39. 57 *see (24.7)
40. 27 bark (24.5)
41. 96 *new (24.3)
42. 21 *dog (24.2)
43. 72 *sun (24.2)
44. 64 fly (24.1)
45. 32 grease (23.4)
46. 73 moon (23.4)
47. 70 give (23.3)
48. 52 heart (23.2)
49. 36 feather (23.1)
50. 90 white (22.7)
51. 89 yellow (22.5)
52. 20 bird (21.8)
53. 38 head (21.7)
54. 79 earth (21.7)
55. 46 foot (21.6)
56. 91 black (21.6)
57. 42 mouth (21.5)
58. 88 green (21.1)
59. 60 sleep (21.0)
60. 7 what (20.7)
61. 26 root (20.5)
62. 45 claw (20.5)
63. 56 bite (20.5)
64. 83 ash (20.3)
65. 87 red (20.2)
66. 55 eat (20.0)
67. 33 egg (19.8)
68. 6 who (19.0)
69. 99 dry (18.9)
70. 37 hair (18.6)
71. 81 smoke (18.5)
72. 8 not (18.3)
73. 4 this (18.2)
74. 24 seed (18.2)
75. 16 woman (17.9)
76. 98 round (17.9)
77. 14 long (17.4)
78. 69 stand (17.1)
79. 97 good (16.9)
80. 17 man (16.7)
81. 94 cold (16.6)
82. 29 flesh (16.4)
83. 50 neck (16.0)
84. 71 say (16.0)
85. 84 burn (15.5)
86. 35 tail (14.9)
87. 78 sand (14.9)
88. 5 that (14.7)
89. 65 walk (14.4)
90. 68 sit (14.3)
91. 10 many (14.2)
92. 9 all (14.1)
93. 59 know (14.1)
94. 80 cloud (13.9)
95. 63 swim (13.6)
96. 49 belly (13.5)
97. 13 big (13.4)
98. 93 hot (11.6)
99. 67 lie (11.2)
100. 15 small (6.3)

Las palabras marcadas con asterisco permitirían construir una lista de 40 términos, la cual es estadísticamente igual de significativa que la lista original de Swadesh de 100 términos, y por lo tanto esta lista más breve representaría una ventaja respecto a la lista de Swadesh-Yakhontov.